# Deyna Castellanos
 Deyna Castellanos, tên đầy đủ là Deyna Cristina Castellanos Naujenis (sinh ngày 18 tháng 4 năm 1999) là một cầu thủ bóng đá người Venezuela đang chơi cho câu lạc bộ Atlético Madrid và đội tuyển bóng đá nữ quốc gia Venezuela.

## Sự nghiệp quốc tế

### Đội tuyển trẻ Venezuela
Vào năm 2014, cô là thành viên của đội tuyển U-17 quốc gia Venezuela, quốc gia đã đạt vị trí thứ 4 tại World Cup FIFA U-17 dành cho nữ năm 2014  và là á quân của nội dung thi đấu môn bóng đá nữ tại Olympic 2014. Cô đã giành Chiếc giày vàng của World Cup FIFA U-17 Women's 2014 với sáu bàn thắng, ngang với người đồng đội của cô là Gabriela García. Cô cũng là một cầu thủ ghi bàn hàng đầu của Giải vô địch bóng đá nữ U-17 Nam Mỹ năm 2016 với 12 bàn. Castellanos là cầu thủ ghi bàn hàng đầu của đội tuyển nữ U-17 Venezuela với 35 bàn thắng. Castellanos hiện đang là cầu thủ ghi bàn hàng đầu mọi thời đại của FIFA U-17 Women World Cup với 11 bàn thắng.
Castellanos đã được gọi vào đội tuyển nữ U-20 Venezuela vào tháng 1 năm 2018 tại Giải vô địch bóng đá nữ dưới 20 tuổi Nam Mỹ 2018. Cô là cầu thủ duy nhất ghi bàn trong các trận đấu ở bảng B với ba bàn thắng, một lần trước Uruguay, một lần với Bolivia và còn lại với Chile. Cô cũng là cầu thủ duy nhất ghi bàn ở chặng cuối, ghi một lần trong trận thua 3 trận1 trước đội nữ U-20 Paraguay.

### Đội tuyền quốc gia
Vào tháng 4 năm 2018, Castellanos là thành viên của đội tuyển quốc gia tại Copa América Femenina 2018. Cô đã ghi bàn trong trận ra mắt trước Ecuador vào ngày 5 tháng 4, và ghi bốn bàn trong chiến thắng 8 - 0 trước Bolivia bốn ngày sau đó.

## Giải thưởng
Trong Giải thưởng bóng đá FIFA 2017, Castellanos được ghi tên vào danh sách rút gọn của ba người phụ nữ cho Cầu thủ xuất sắc nhất FIFA. Đề cử của cô gây ra một số tranh cãi. Megan Rapinoe đã thẳng thắn về vấn đề đề cử này, phàn nàn rằng Castellanos là một cầu thủ vô danh và không chơi chuyên nghiệp, cũng không phải trong một giải đấu lớn của đội tuyển quốc gia tại thời điểm mà cô được đề cử.
Trong mùa giải đầu tiên với đội tuyển bóng đá quốc gia, cô đã giành được giải thưởng Cầu thủ bóng đá của năm.